# جیمز بجورکن
جیمز بجورکن (انگلیسی: James Bjorken) (۲۲ ژوئن ۱۹۳۴ – ۶ اوت ۲۰۲۴) دانشمند و فیزیک‌دان نظری اهل ایالات متحده آمریکا بود.